# 19 decembrie
ianuarie • februarie • martie  • aprilie  • mai  • iunie  • iulie  • august  • septembrie  • octombrie  • noiembrie  • decembrie
19 decembrie este a 353-a zi a calendarului gregorian și a 354-a zi în anii bisecți. Mai sunt 12 zile până la sfârșitul anului.

## Evenimente

1984: Marea Britanie și China semnează un acord potrivit căruia Hong Kongul (foto) trece, începând cu 1 iulie 1997, sub suveranitate chineză, punându–se capăt, după 155 de ani, dominației britanice.

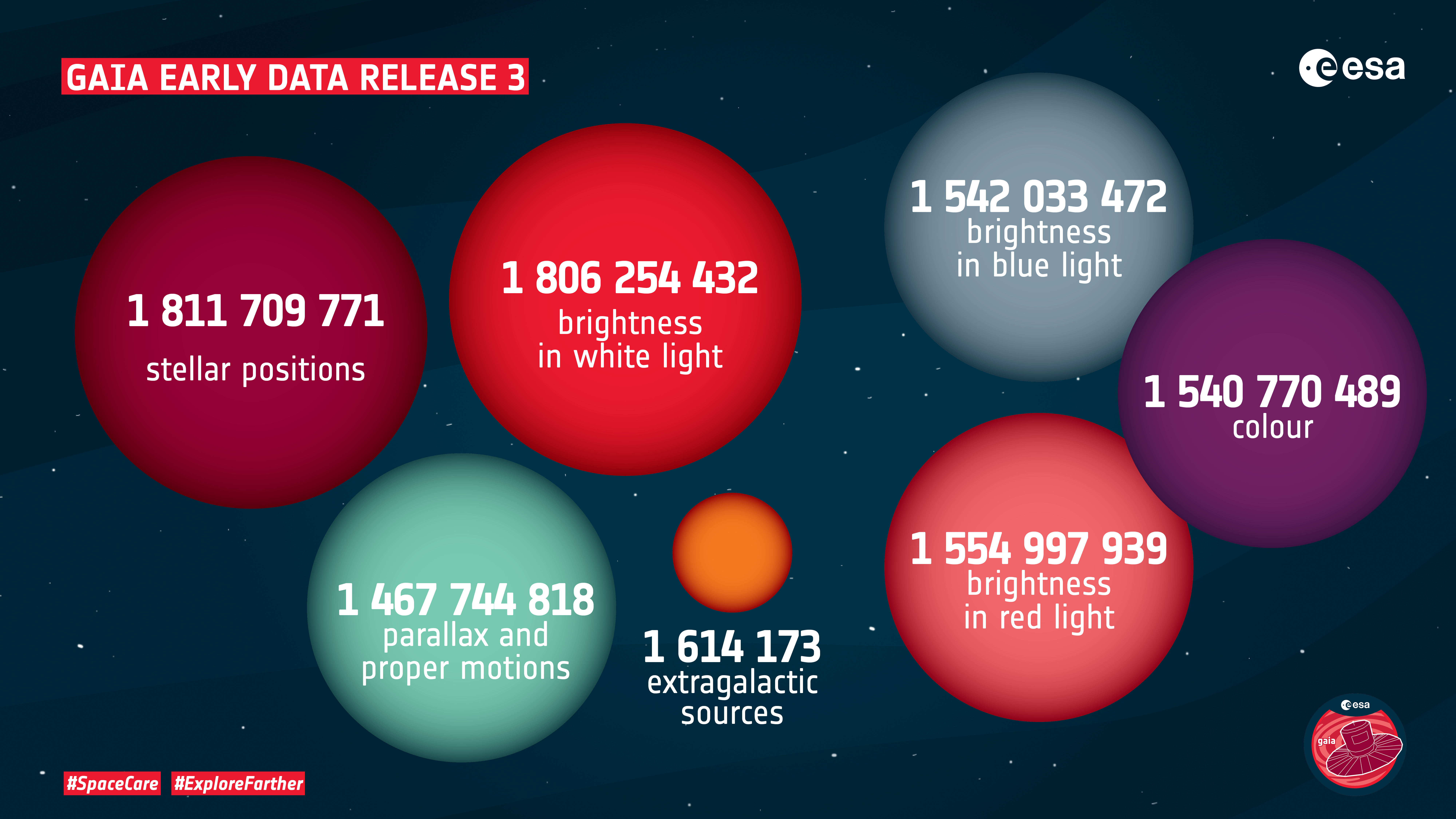
2013: Agenția Spațială Europeană lansează nava spațială Gaia, având misiunea să construiască cel mai mare și mai precis catalog spațial 3D realizat vreodată, însumând aproximativ 1 miliard de obiecte astronomice, în principal stele, dar și planete, comete, asteroizi și quasari, printre altele.

- 0324: Licinius abdică din poziția sa de împărat al Imperiului Roman.
- 1154: Odată cu urcarea pe tron a lui Henric al II-lea, Casa Plantagenet din Anglia ajunge la putere.[2]
- 1187: Clement al III-lea este ales papă.[3]
- 1241: Termenul „parlament” este utilizat pentru prima dată într-un document regal oficial prin care în Anglia se convoaca consiliul regelui (Henric al III-lea).
- 1872: Este dată publicității legea pentru alegerea mitropoliților și episcopilor eparhioți și constituirea Sfântului Sinod al Bisericii autocefale Ortodoxe Române.
- 1898: S-a înființat, la Iași, Societatea Universitară Română, condusă de A. D. Xenopol.
- 1900: S–a încheiat un protocol prin care a fost recunoscută personalitatea juridică a Bisericii grecești din România.
- 1900: Parlamentul francez votează amnistia pentru toți cei implicați într-un scandalos proces de trădare a armatei, cunoscut sub numele de afacerea Dreyfus.[4]
- 1916: Primul Război Mondial: Se sfârșește Bătălia de la Verdun, dintre trupele germane și cele franceze.
- 1925: Apare, la București, săptămânalul „Cetatea literară” condus de scriitorul Camil Petrescu (până în iulie 1926).
- 1963: Zanzibar primește independența de la Marea Britanie de a deveni monarhie constituțională sub un sultan.
- 1972: Nava spațială Apollo 17 a aterizat în Oceanul Pacific, încheind misiunea de aselenizare controlată.
- 1984: Marea Britanie și China semnează un acord potrivit căruia Hong Kong –ul trece, începând cu 1 iulie 1997, sub suveranitate chineză, punându–se capăt, după 155 de ani, dominației britanice.
- 1986: Mihail Gorbaciov, lider al Uniunii Sovietice, îi eliberează pe Andrei Saharov și pe soția acestuia din exilul în Gorky.
- 1997: A avut loc premiera filmului Titanic (regia James Cameron), unul dintre cele mai scumpe filme, care s-a situat pe primul loc în lista filmelor cu cele mai mari încasări din toate timpurile în anii 1997-2018 și a primit 11 premii Oscar.
- 2000: A fost dezvelită, la Târgu Mureș, statuia poetului și revoluționarului pașoptist Sándor Petőfi, operă a sculptorului László Hunyadi.
- 2012: Park Geun-hye devine prima femeie președinte al Coreei de Sud.
- 2013: Agenția Spațială Europeană lansează nava spațială Gaia, având misiunea să construiască cel mai mare și mai precis catalog spațial 3D realizat vreodată, însumând aproximativ 1 miliard de obiecte astronomice, în principal stele, dar și planete, comete, asteroizi și quasari, printre altele.[1]
- 2016: Atentat produs la un târg de Crăciun din Berlin, unde un camion cu numere din Polonia a pătruns pe esplanadă, intrând în mulțime. 12 persoane au decedat iar peste 50 au fost accidentați grav.

## Nașteri
- 1594: Regele Gustav al II-lea Adolf al Suediei (d. 1632)
- 1683: Regele Philip al V-lea al Spaniei (d. 1746)
- 1778: Marie-Thérèse-Charlotte a Franței, fiica regelui Ludovic al XVI-lea al Franței (d. 1851)
- 1782: Julius Vincenz von Krombholz, om de știință german (d. 1843)
- 1813: Thomas Andrews, medic, chimist și fizician irlandez (d. 1885)
- 1848: Amélie Beaury-Saurel, pictoriță franceză (d. 1924)
- 1852: Albert Michelson, fizician american, laureat al Premiului Nobel pentru fizică (1907) (d. 1931)

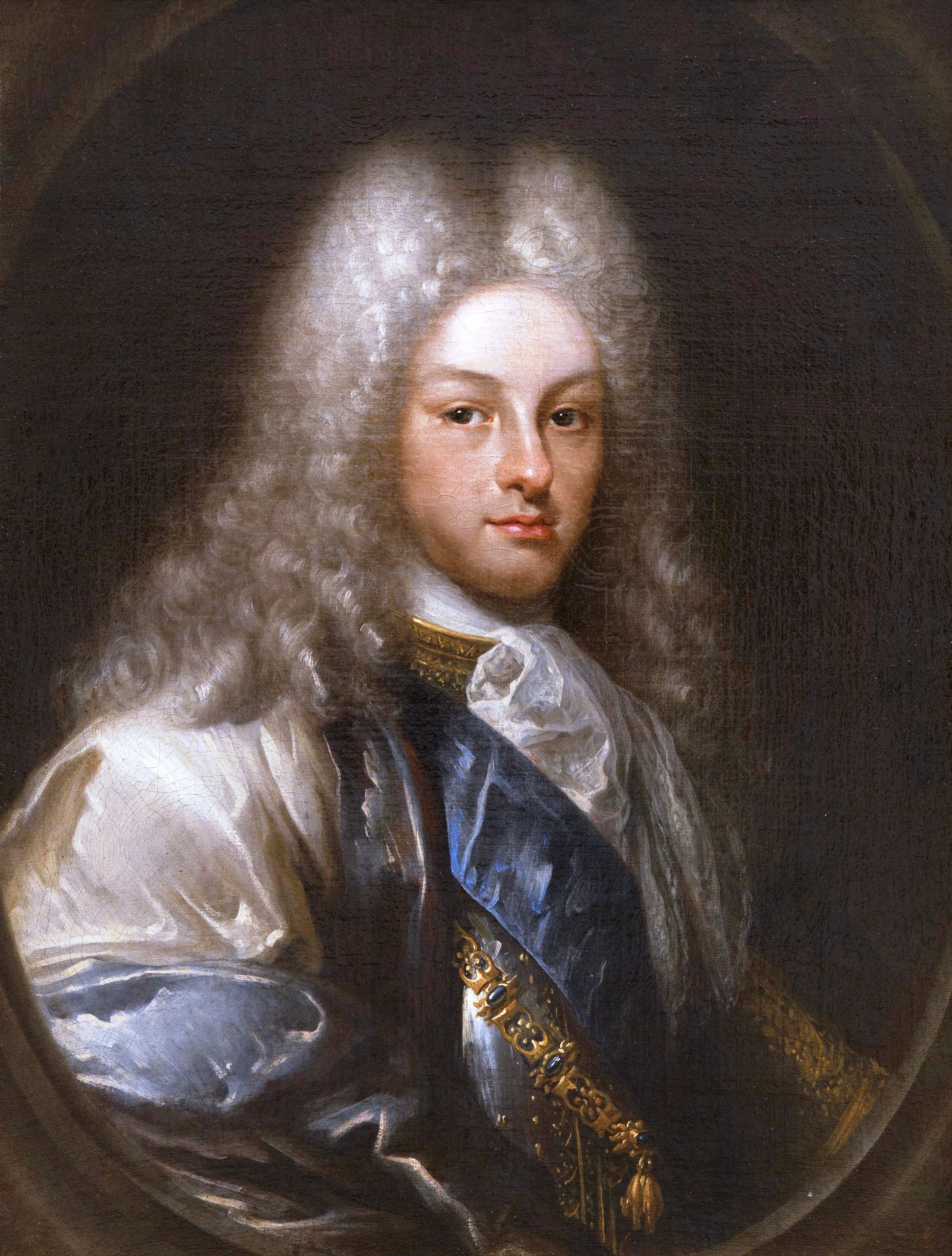
Philip al V-lea al Spaniei
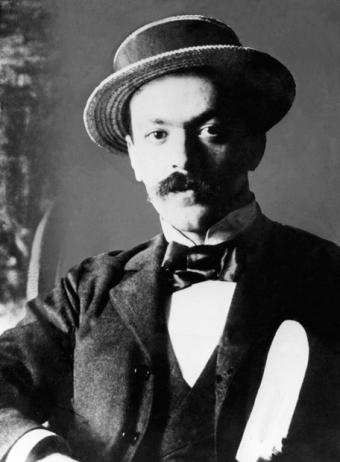
Italo Svevo, scriitor italian
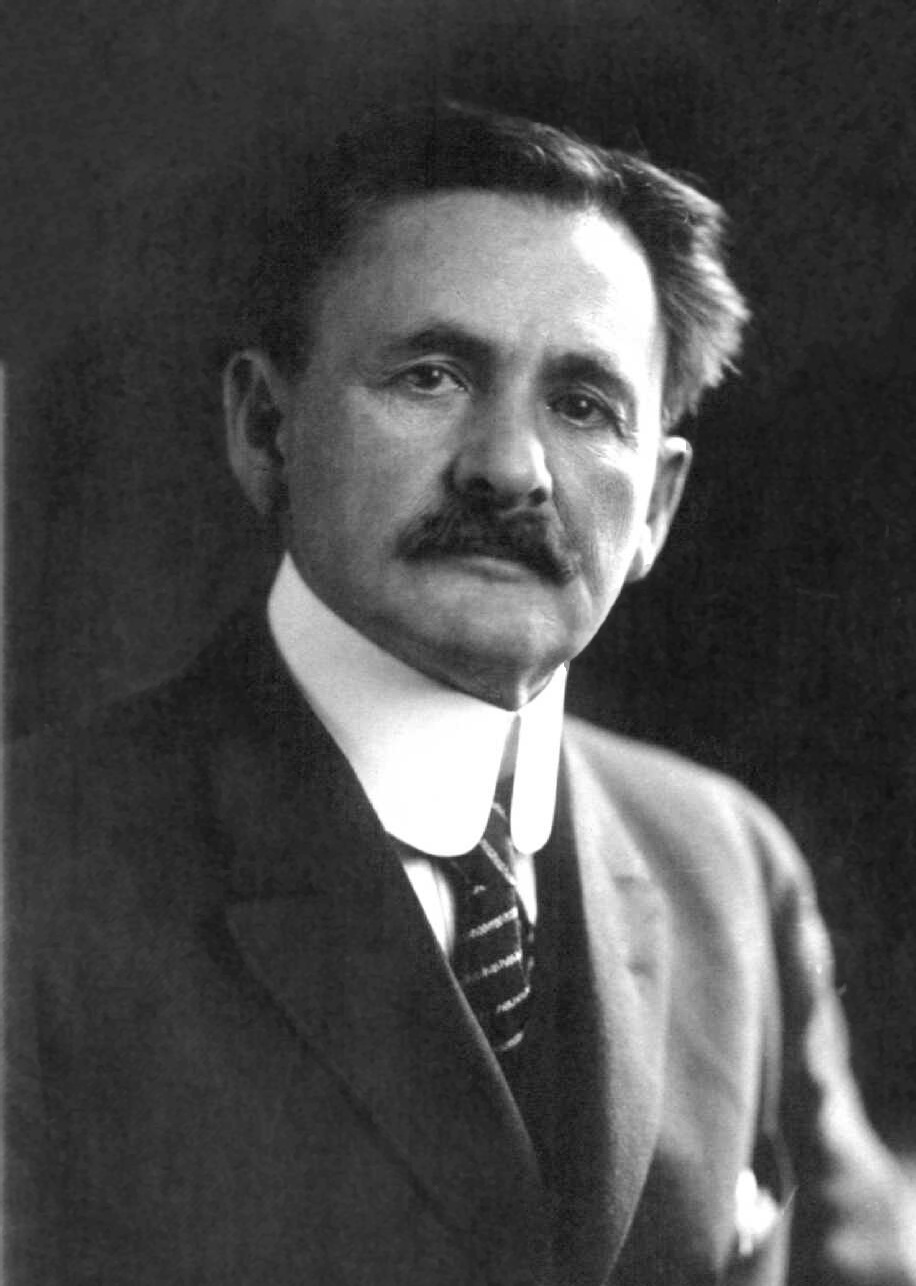
Albert Michelson, fizician germano-american, laureat Nobel

- 1861: Italo Svevo, scriitor și dramaturg italian (d. 1928)
- 1868: Josep Comas i Solà, astronom spaniol (d. 1937)
- 1868: Eleanor H. Porter,romancieră americană
- 1876: Lucie Cousturier, pictoriță franceză (d. 1925)
- 1878: Elena Bacaloglu, jurnalistă și politiciană română (d. 1947)
- 1898: Ioan Sima, pictor român (d. 1985)
- 1900: Géza von Cziffra, regizor maghiar (d. 1989)
- 1901: Rudolf Hell, considerat inventatorul faxului (d. 2002)
- 1902: Ralph Richardson, actor englez (d. 1983)
- 1906: Leonid Brejnev, om politic, președinte al Prezidiului Sovietului Suprem al URSS (1960–1964; 1977–1982) (d. 1982)
- 1910: José Lezama Lima, romancier și poet cubanez (d. 1976)
- 1915: Edith Piaf, cântăreața franceză (d. 1963)
- 1916: Roy Ward Baker, regizor englez de film (d. 2010)
- 1923: Gordon Jackson, actor britanic (d. 1990)
- 1924: Alexandre O'Neill, poet suprarealist portughez (d. 1986)
- 1924: Michel Tournier, scriitor francez (d. 2016)
- 1927: Ramon Tavernier, compozitor din România
- 1934: Pratibha Kumari Patil, politiciană și activistă indiană, al 12-lea președinte a Indiei (2007-2012)
- 1952: Enikő Szilágyi, actriță română de naționalitate maghiară

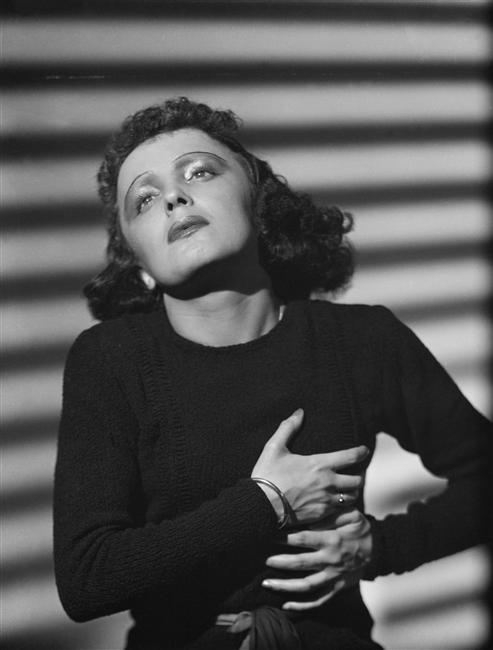
Edith Piaf, cântăreața franceză
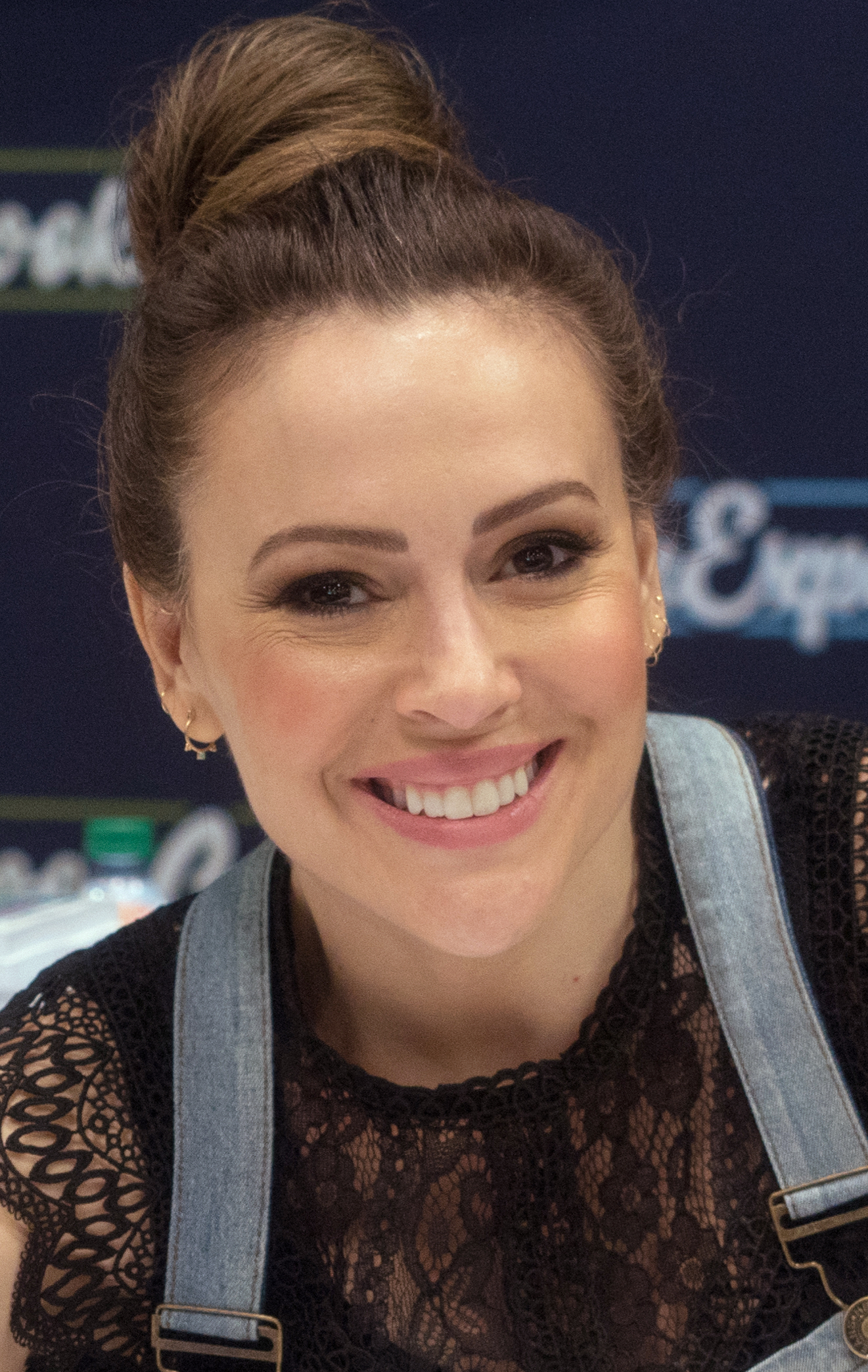
Alyssa Milano, actriță americană
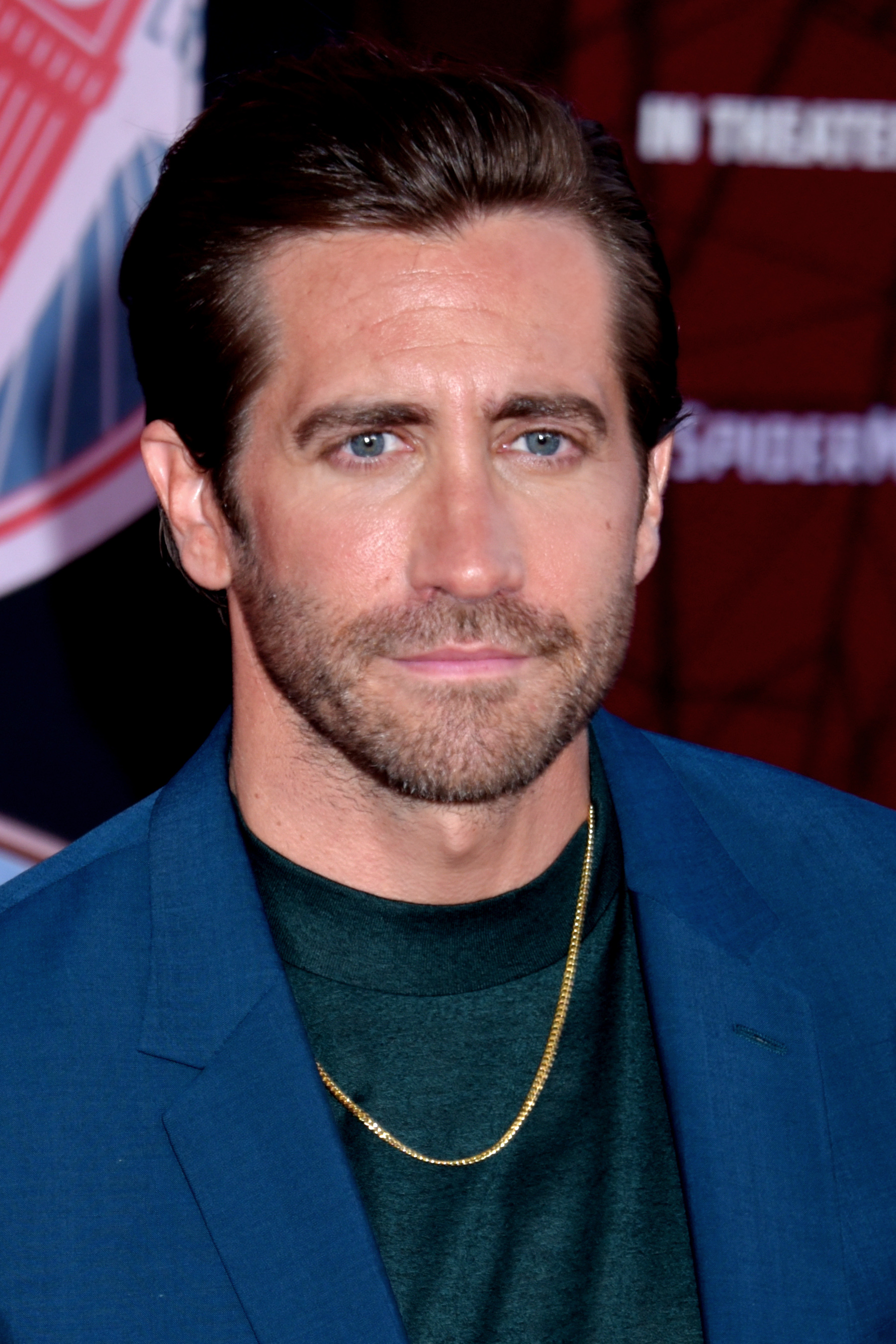
Jake Gyllenhaal, actor american

- 1961: Eric Allin Cornell, fizician american, laureat Nobel
- 1965: Gary Fleder, regizor american
- 1965: Pierre Cassignard, actor francez (d. 2021)
- 1967: Damian Militaru, fotbalist român
- 1972: Alyssa Milano, actriță americană
- 1980: Jake Gyllenhaal, actor american
- 1985: Andrea Baldini, scrimer italian
- 1985: Gary Cahill, fotbalist englez
- 1985: Carolin Golubytskyi, floretistă germană
- 1986: Ryan Babel, fotbalist olandez
- 1987: Karim Benzema, fotbalist francez
- 1992: Katarina Ježić, handbalistă croată
- 1994: Katrina Lehis, scrimeră estoniană
- 1994: M'Baye Niang, fotbalist francez

## Decese
- 0401: Papa Anastasie I (n. 340)
- 1370: Papa Urban al V-lea (n. 1310)
- 1637: Cristina de Lorena, Mare Ducesă de Toscana (n. 1565)
- 1741: Vitus Bering, navigator și explorator danez în serviciul Rusiei (n. 1681)
- 1751: Louise, regină a Danemarcei și Norvegiei, soția regelui Frederic al V-lea al Danemarcei (n. 1724)

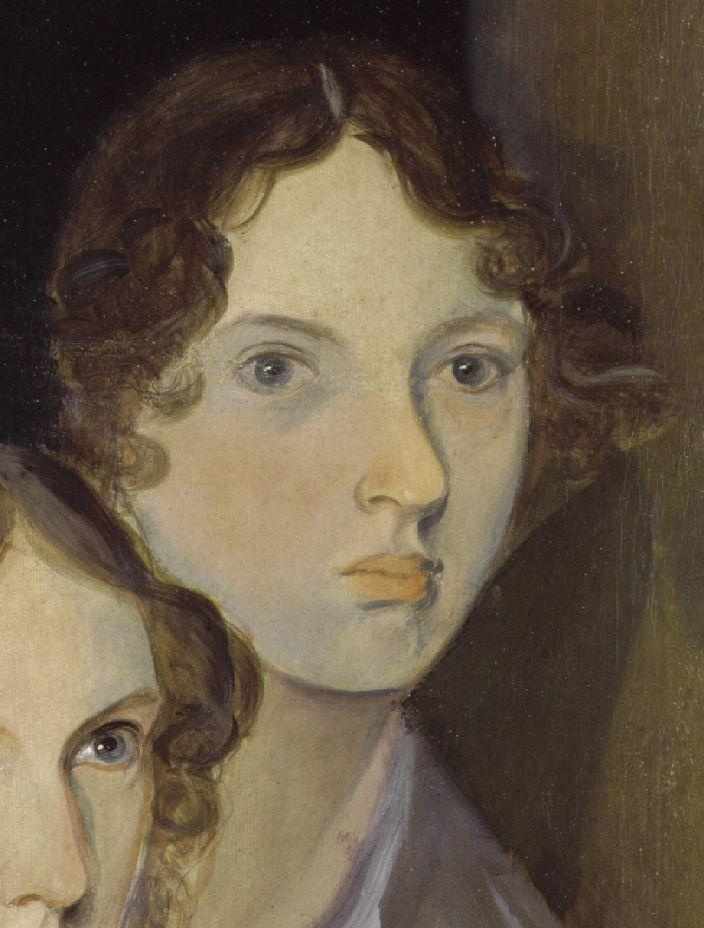
Emily Brontë, scriitoare engleză
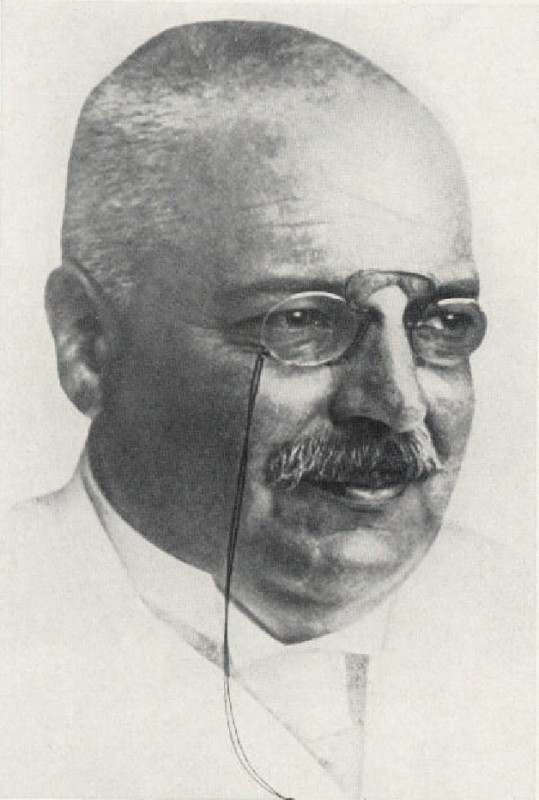
Alois Alzheimer, medic german
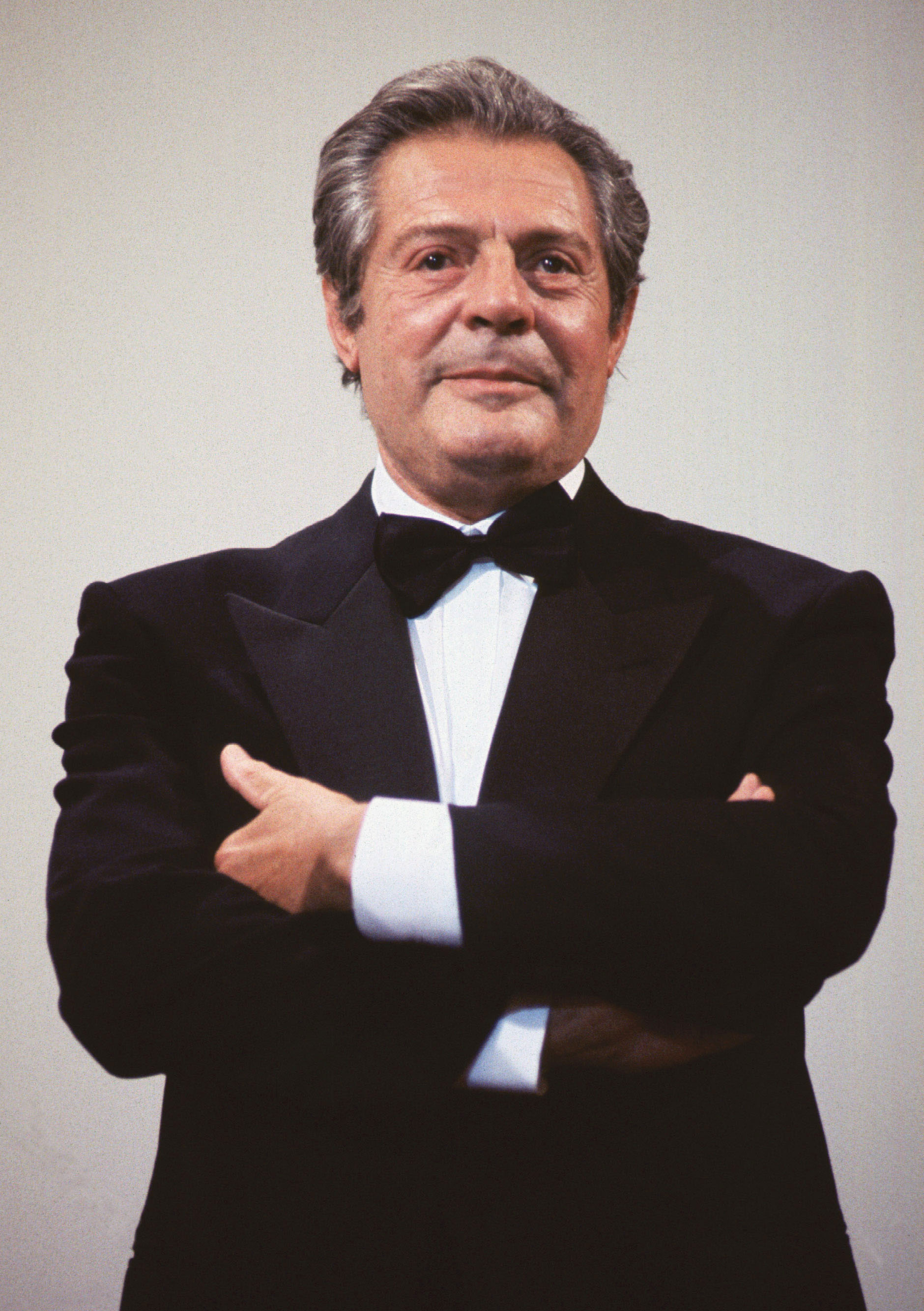
Marcello Mastroianni, actor italian

- 1848: Emily Brontë, scriitoare engleză (n. 1818)
- 1851: Joseph Mallord William Turner, pictor britanic (n. 1775)
- 1887: François Bonvin, pictor francez (n. 1817)
- 1889: Constantin Tomașciuc, jurist și profesor român, primul rector al Universității din Cernăuți (n. 1840)
- 1915: Alois Alzheimer, medic german (n. 1864)
- 1925: Prințesa Theresa de Bavaria, prințesă bavareză, etnolog, zoolog și botanist german (n. 1850)
- 1946: Paul Langevin, fizician și inventator francez (n. 1872)
- 1953: Robert Andrews Millikan, fizician american, laureat al Premiului Nobel (n. 1868)
- 1968: Tiberiu Brediceanu, compozitor și folclorist (n. 1877)
- 1977: Jacques Tourneur, regizor franco-american de film (n. 1904)
- 1996: Marcello Mastroianni, actor italian (n. 1924)
- 1989: Alexandru Mitru, prozator roman (n. 1914)
- 2004: Gheorghe Tătaru, fotbalist român (n. 1948)
- 2012: Amnon Lipkin-Șahak, general de armată și om politic israelian (n. 1944)
- 2013: Nae Lăzărescu, actor român de comedie (n. 1941)
- 2022: Mircea Dușa, politician român (n. 1955)

## Sărbători
- Sf. Mc. Bonifatie; Cuv. Grichentie; Sf. Mc. Trifon (calendar creștin-ortodox)
- Sf. Bonifaciu (calendar greco-catolic)
- Fer. Urban al V-lea (calendar romano-catolic)